# KNVB-Pokal 1963/64
Der KNVB-Pokal 1963/64 war die 46. Auflage des niederländischen Fußball-Pokalwettbewerbs. Pokalsieger wurde Fortuna ’54 Geleen. Das Team setzte sich im Finale gegen ADO Den Haag durch. Der Sieger qualifizierte sich für den Europapokal der Pokalsieger.

## Modus
Alle Begegnungen wurden in einem Spiel ausgetragen. Bei unentschiedenem Ausgang wurde zur Ermittlung des Siegers eine Verlängerung von maximal 7½ Minuten gespielt. Stand danach kein Sieger fest, folgte ein Elfmeterschießen. Jedes Team führte dabei die fünf Elfmeter nacheinander aus.

## 1. Runde
Teilnehmer: Alle 16 Mannschaften der Eredivisie, alle 16 Mannschaften aus der Eerste Divisie und alle 32 Mannschaften aus der Tweede Divisie.
| Datum      |                     | Ergebnis              |                      |
| ---------- | ------------------- | --------------------- | -------------------- |
| 29.09.1963 | PEC Zwolle          | 1:2 n. V.             | Go Ahead Deventer    |
| 29.09.1963 | VV Eindhoven        | 3:0                   | SV Zwolsche Boys     |
| 29.09.1963 | Zaanlandsche FC     | 3:1                   | Enschedese Boys      |
| 29.09.1963 | Velox Utrecht       | 3:1                   | Kooger FC            |
| 29.09.1963 | Be Quick 1887       | 2:1                   | VV Elinkwijk         |
| 29.09.1963 | RKSV Helmondia '55  | 2:0                   | GVAV Rapiditas       |
| 29.09.1963 | AGOVV Apeldoorn     | 2:3 n. V.             | Fortuna Vlaardingen  |
| 29.09.1963 | Dordrechtsche FC    | 3:4 n. V.             | Willem II Tilburg    |
| 29.09.1963 | VV Baronie          | 0:0 n. V. (2:5 i. E.) | VVV-Venlo            |
| 29.09.1963 | TSV LONGA           | 1:1 n. V. (4:5 i. E.) | DWS Amsterdam        |
| 29.09.1963 | RKSV Volendam       | 2:3                   | TSV NOAD             |
| 29.09.1963 | WVV Wageningen      | 2:1 n. V.             | Blauw Wit Amsterdam  |
| 29.09.1963 | NEC Nijmegen        | 2:1 n. V.             | PSV Eindhoven        |
| 29.09.1963 | DHC Delft           | 3:2                   | Vitesse Arnheim      |
| 29.09.1963 | RVKK Wilhelmina     | 1:0 n. V.             | RKSV Sittardia       |
| 29.09.1963 | VV Alkmaar ʼ54      | 1:4                   | NAC Breda            |
| 29.09.1963 | HVC Amersfoort      | 0:2                   | Sparta Rotterdam     |
| 29.09.1963 | VV Zwartemeer       | 2:1                   | DOS Utrecht          |
| 29.09.1963 | Haarlemse FC EDO    | 2:1 n. V.             | Heracles Almelo      |
| 29.09.1963 | Excelsior Rotterdam | 3:2                   | HFC Haarlem          |
| 29.09.1963 | RC Heemstede        | 1:1 n. V. (6:7 i. E.) | VV Veendam           |
| 29.09.1963 | SVV Schiedam        | 1:2                   | SC Telstar 1963      |
| 29.09.1963 | RBC Roosendaal      | 1:1 n. V. (5:4 i. E.) | Hermes DVS           |
| 29.09.1963 | VV Heerenveen       | 2:3 n. V.             | Ajax Amsterdam       |
| 29.09.1963 | SHS Scheveningen    | 2:1                   | VV Leeuwarden        |
| 29.09.1963 | RFC Xerxes          | 2:8                   | Sportclub Enschede   |
| 29.09.1963 | SV Limburgia        | 2:1 n. V.             | BVV Den Bosch        |
| 29.09.1963 | Roda JC Kerkrade    | 2:1 n. V.             | MVV Maastricht       |
| 29.09.1963 | FC Hilversum        | 0:4                   | Feijenoord Rotterdam |
| 29.09.1963 | AVV De Volewijckers | 3:0                   | HVV 't Gooi          |
| 29.09.1963 | HVV Tubantia        | 2:3                   | Fortuna ’54 Geleen   |
| 29.09.1963 | BV De Graafschap    | 0:1 n. V.             | ADO Den Haag         |

## 2. Runde
| Datum      |                    | Ergebnis              |                      |
| ---------- | ------------------ | --------------------- | -------------------- |
| 17.11.1963 | RVKK Wilhelmina    | 2:2 n. V. (3:2 i. E.) | Roda JC Kerkrade     |
| 17.11.1963 | SV Limburgia       | 0:2                   | AVV De Volewijckers  |
| 17.11.1963 | Velox Utrecht      | 4:1                   | TSV NOAD             |
| 17.11.1963 | RKSV Helmondia '55 | 1:3                   | Fortuna Vlaardingen  |
| 17.11.1963 | Willem II Tilburg  | 0:4                   | Ajax Amsterdam       |
| 17.11.1963 | Sportclub Enschede | 0:1                   | VV Zwartemeer        |
| 17.11.1963 | Go Ahead Deventer  | 0:3                   | Fortuna ’54 Geleen   |
| 17.11.1963 | Sparta Rotterdam   | 5:1                   | RKC Waalwijk         |
| 17.11.1963 | DWS Amsterdam      | 1:0                   | NAC Breda            |
| 17.11.1963 | VV Eindhoven       | 5:0                   | Be Quick 1887        |
| 17.11.1963 | NEC Nijmegen       | 5:2                   | SC Telstar 1963      |
| 17.11.1963 | Haarlemse FC EDO   | 0:3                   | Feijenoord Rotterdam |
| 17.11.1963 | VVV-Venlo          | 0:1                   | ADO Den Haag         |
| 17.11.1963 | SHS Scheveningen   | 4:2                   | WVV Wageningen       |
| 17.11.1963 | VV Veendam         | 1:0 n. V.             | Zaanlandsche FC      |
| 26.11.1963 | DHC Delft          | 0:1                   | Excelsior Rotterdam  |

## 3. Runde
| Datum      |                     | Ergebnis              |                      |
| ---------- | ------------------- | --------------------- | -------------------- |
| 09.02.1964 | AVV De Volewijckers | 0:2                   | VV Veendam           |
| 09.02.1964 | VV Zwartemeer       | 0:0 n. V. (1:4 i. E.) | Fortuna Vlaardingen  |
| 09.02.1964 | Sparta Rotterdam    | 0:2                   | Ajax Amsterdam       |
| 09.02.1964 | Velox Utrecht       | 0:2                   | Feijenoord Rotterdam |
| 09.02.1964 | ADO Den Haag        | 3:0                   | Excelsior Rotterdam  |
| 09.02.1964 | VV Eindhoven        | 0:2 n. V.             | DWS Amsterdam        |
| 09.02.1964 | Fortuna ’54 Geleen  | 3:0                   | SHS Scheveningen     |
| 09.02.1964 | RVKK Wilhelmina     | 3:0                   | NEC Nijmegen         |

## Viertelfinale
| Datum      |                      | Ergebnis |                     |
| ---------- | -------------------- | -------- | ------------------- |
| 25.03.1964 | Fortuna ’54 Geleen   | 4:2      | RVKK Wilhelmina     |
| 25.03.1964 | DWS Amsterdam        | 1:2      | Ajax Amsterdam      |
| 25.03.1964 | Feijenoord Rotterdam | 2:3      | Fortuna Vlaardingen |
| 25.03.1964 | VV Veendam           | 0:2      | ADO Den Haag        |

## Halbfinale
| Datum      |                     | Ergebnis |                    |
| ---------- | ------------------- | -------- | ------------------ |
| 23.04.1964 | Fortuna Vlaardingen | 2:4      | Fortuna ’54 Geleen |
| 23.04.1964 | ADO Den Haag        | 1:0      | Ajax Amsterdam     |

## Finale
| ADO Den Haag                                | ADO Den Haag | Fortuna ’54 Geleen | Fortuna ’54 Geleen |
| ------------------------------------------- | --- | --- | ------------------ |
| ADO Den Haag                                | \| 14. Mai 1964 in Eindhoven (Philips Stadion) \| \| Ergebnis: 0:0 n. V., 3:4 i. E. \| \| Zuschauer: 8.000 \| \| Schiedsrichter: Piet Roomer \| \| Spielbericht \|                                            | \| 14. Mai 1964 in Eindhoven (Philips Stadion) \| \| Ergebnis: 0:0 n. V., 3:4 i. E. \| \| Zuschauer: 8.000 \| \| Schiedsrichter: Piet Roomer \| \| Spielbericht \|                                    | Fortuna ’54 Geleen |
| ADO Den Haag                                | Martin van Vianen – Jacques Smit, Theo Verlangen, Jan Villerius – Freek van der Lee, Piet de Zoete – Hanny Aardse, René Pas, Henk Houwaart, Kees Aarts, Harry Heijnen Cheftrainer: Ernst Happel ( Österreich) | Piet Vogels – Harry Brüll, Cor van der Hart, Willy Quadackers – Pierre Custers, Jean Munsters, Aleksandar Petaković – Peter Benen, Carel Breikers, Gène Gerards, André Piters Cheftrainer: Wim Latten | Fortuna ’54 Geleen |
| ADO Den Haag                                | Elfmeterschießen | | Fortuna ’54 Geleen |
| ADO Den Haag                                | 1:0 Kees Aarts 2:0 Hanny Aardse 3:0 Harrie Heijnen Henk Houwaart Piet de Zoete | 3:1 Jean Munsters 3:2 Harry Brülls Aleksandar Petaković 3:3 Peter Benen 3:4 Pierre Custers | Fortuna ’54 Geleen |
| 14. Mai 1964 in Eindhoven (Philips Stadion) | | |                    |
| Ergebnis: 0:0 n. V., 3:4 i. E.              | | |                    |
| Zuschauer: 8.000                            | | |                    |
| Schiedsrichter: Piet Roomer                 | | |                    |
| Spielbericht                                | | |                    |